# フォーゴトン・アーム
『フォーゴトン・アーム』（原題：The Forgotten Arm）は、エイミー・マンが2005年に発表した5作目のスタジオ・アルバム。ジョンという退役軍人のボクサーと、キャロラインという女性の2人の旅を描いたコンセプト・アルバムとなっている。

## 解説
エイミー・マン本人によれば、本作収録曲「キング・オブ・ザ・ジェイルハウス」を書いたことをきっかけに、ストーリーを思いついたという。
パッケージのアート・ディレクションはマン自身とゲイル・マロウィッツにより、マロウィッツはデザインも担当して、イラストはオーウェン・スミスが描いた。マンとマロウィッツは、本作でグラミー賞最優秀レコーディング・パッケージ賞を受賞している。

## 収録曲
全曲ともエイミー・マン作。
1. ディア・ジョン - "Dear John" - 3:08
2. キング・オブ・ザ・ジェイルハウス - "King of the Jailhouse" - 5:20
3. グッドバイ・キャロライン - "Goodbye Caroline" - 3:54
4. ゴーイング・スルー・ザ・モーションズ - "Going Through the Motions" - 2:58
5. アイ・キャント・ゲット・マイ・ヘッド・アラウンド・イット - "I Can't Get My Head Around It" - 3:37
6. シー・リアリー・ウォンツ・ユー - "She Really Wants You" - 3:26
7. ヴィデオ - "Video" - 3:36
8. リトル・ボムズ - "Little Bombs" - 3:50
9. ザッツ・ハウ・アイ・ニュウ・ディス・ストーリー・ウッド・ブレイク・マイ・ハート - "That's How I Knew This Story Would Break My Heart" - 4:19
10. アイ・キャント・ヘルプ・ユー・エニーモア - "I Can't Help You Anymore" - 4:53
11. アイ・ワズ・シンキング・アイ・クッド・クリーン・アップ・フォー・クリスマス - "I Was Thinking I Could Clean Up for Christmas" - 4:24
12. ビューティフル - "Beautiful" - 3:48

### 日本盤ボーナス・トラック
1. フー・ノウズ - "Who Knows" - 0:58

## 参加ミュージシャン
- エイミー・マン - ボーカル、ギター
- ジェフ・トロット - ギター、バリトン・ギター、マンドリン
- クリス・ブルース - ギター
- ジュリアン・コリエル - ギター、スライドギター、バッキング・ボーカル
- ジェビン・ブルーニ - キーボード
- ポール・ブライアン - ベース、バッキング・ボーカル
- ヴィクター・インドリッゾ - ドラムス、パーカッション、カウベル
- ジェイ・ベルローズ - ドラムス、パーカッション
- Willie Murillo - トランペット、アレンジ(on 2.)
- Mark Visher - テナー・サックス(on 2.)
- Jason Thor - トロンボーン(on 2.)